# Reha Erdem
Pour les articles homonymes, voir Erdem.
Reha Erdem  est un réalisateur, scénariste et monteur de cinéma turc, né à Istanbul en 1960. 

## Biographie
Diplômé du prestigieux lycée Galatasaray et après des études d'histoire à l'Université du Bosphore d'Istanbul, il apprend les arcanes du cinéma à l'Université de Paris VIII dans la section « Cinéma et Arts Plastiques ». 
D'expression francophone, il participe à deux ateliers de formation à la réalisation documentaire en cinéma direct aux Ateliers Varan à Paris, au Printemps 1984 et Automne 1984 (16mm). Il y réalise deux courts-métrages : Eric - Indirect et Attendez piétons. En 1988, il tourne un premier long-métrage dont il écrit aussi le scénario. Ce film est primé dans plusieurs festivals de cinéma et Reha Erdem est nommé meilleur réalisateur de l'année par l'Association des écrivains turcs. Entre 1989 et 1999, il réalise de nombreux films publicitaires. 
En 1999, il se détourne de la publicité pour réaliser un second long-métrage intitulé A Run For Money et en 2004, On est bien peu de chose…. 
En 2006, il signe Des temps et des vents. 
En septembre 2016 il reçoit un prix au festival de Venise pour son film koca dunya
En 2017 il est président du jury du Festival international du film d'Istanbul.

## Filmographie

### Courts-métrages
- 1984 : Eric - Indirect (17min)
- 1984 : Attendez piétons (15min)
- 1995 : Song of the sea
- 2006 : Anytime in october

### Longs-métrages
- 1988 : Oh Moon (A ay)
- 1999 : A Run for money (Kaç para kaç)
- 2004 : On est bien peu de chose… (Insan nedir ki? ou Korkuyorum anne en turc, Mommy, I'm Scared ou What's a Human Anyway?)
- 2006 : Des temps et des vents
- 2008 : My Only Sunshine (Hayat var)
- 2009 : Kosmos
- 2013 : Jîn
- 2021 : Hey There! (Seni Buldum Ya)